# Pelsin
Pelsin è una frazione della città tedesca di Anklam, nel Meclemburgo-Pomerania Anteriore.

## Storia
Pelsin costituì un comune autonomo fino al 31 dicembre 2009.